# NSF国立光赤外線天文学研究所
NSF国立光赤外線天文学研究所 (National Science Foundation's  National Optical-Infrared Astronomy Research Laboratory, NOIRLab) は、アメリカ合衆国連邦政府が資金を拠出する地上光学・赤外線天文学のための研究組織である。

## 歴史
NOIRLabが設立される前、アメリカ国立科学財団 (NSF) が資金を拠出する光学・赤外線天文観測施設は全米天文学大学連合 (Association of Universities for Research in Astronomy, AURA) によって複数の組織として運営されていた。これは、キットピーク国立天文台、セロ・トロロ汎米天文台、コミュニティ・サイエンス・データ・センターを傘下に持つアメリカ国立光学天文台 (National Optical Astronomy Observatory, NOAO)と、ジェミニ天文台、建設中のNSFヴェラ・C・ルービン天文台であった。

## 組織
多様性を増す天文学コミュニティからの要請に応えるため、上記のNOAO、ジェミニ天文台、ヴェラ・C・ルービン天文台の組織が統合されるかたちで2019年10月1日にNOIRLabが設立された。NSFとAURAの協力協定に基づいて、統合後もNOIRLabの運営はAURAによって行われている。なお、AURAはNOIRLabとは別にアメリカ国立太陽天文台の管理も行っている。

## 運用する観測施設と観測計画
NOIRLabは、以下の観測施設の運用と建設を担っている。
- キットピーク国立天文台 (アメリカ合衆国アリゾナ州)
- ジェミニ天文台 (アメリカ合衆国ハワイ州マウナケア、チリ共和国パチョン山)
- コミュニティ・サイエンス・データ・センター
- セロ・トロロ汎米天文台 (チリ共和国)
- NSFヴェラ・C・ルービン天文台 (チリ共和国パチョン山、建設中)

また、下記に代表される観測計画の実行を担っている。
- US ELTプログラム: TMTと巨大マゼラン望遠鏡を統合して推進するアメリカの計画。
- Dark Energy Spectroscopic Instrument (DESI): キットピーク国立天文台マイヨール望遠鏡に取り付けた分光器で多数の銀河を分光し、ダークエネルギーの性質を明らかにしようとする観測計画。
- Gemini In The Era of Multi-Messenger Astronomy (GEMMA): ジェミニ天文台でマルチメッセンジャー天文学を推進するための計画。
- NN-explore Exoplanet Investigations with Doppler spectroscopy (NEID): キットピーク国立天文台WIYN望遠鏡に高精度分光器を設置し、太陽系外惑星を観測する計画[6]。
- ダークエネルギーサーベイ(DES): セロ・トロロ汎米天文台ビクター・M・ブランコ望遠鏡にダーク・エネルギー・カメラ (DECam) を取り付け、 膨大な数の銀河を観測することでダークエネルギーの性質を明らかにしようとする観測計画。